# Taraxacum helveticum
Taraxacum helveticum — вид квіткових рослин з родини айстрових (Asteraceae). Вид зростає в Європі: Австрія, Болгарія, Ліхтенштейн, Франція, Німеччина, Італія, Польща, Швейцарія; це багаторічна рослина помірних біомів.